# 舊邁丹 (切爾沃諾阿爾米西克區)
50°24′8″N 28°2′17″E / 50.40222°N 28.03806°E
舊邁丹（烏克蘭語：Старий Майдан）是烏克蘭北部的村莊，隸屬日托米爾州的日托米爾區。該村面積2.55平方公里，海拔高度235米，2001年人口603，人口密度每平方公里236.66人。